# رشاد روس
رشاد روس (بالإنجليزية: Rashad Ross)‏ هو لاعب كرة قدم أمريكية أمريكي، ولد في 2 فبراير 1990 في فاليجو في الولايات المتحدة.

## وصلات خارجية
- رشاد روس على موقع مرجع كرة القدم المحترفة.كوم (الإنجليزية)